# Buslijn 3 (Gent)

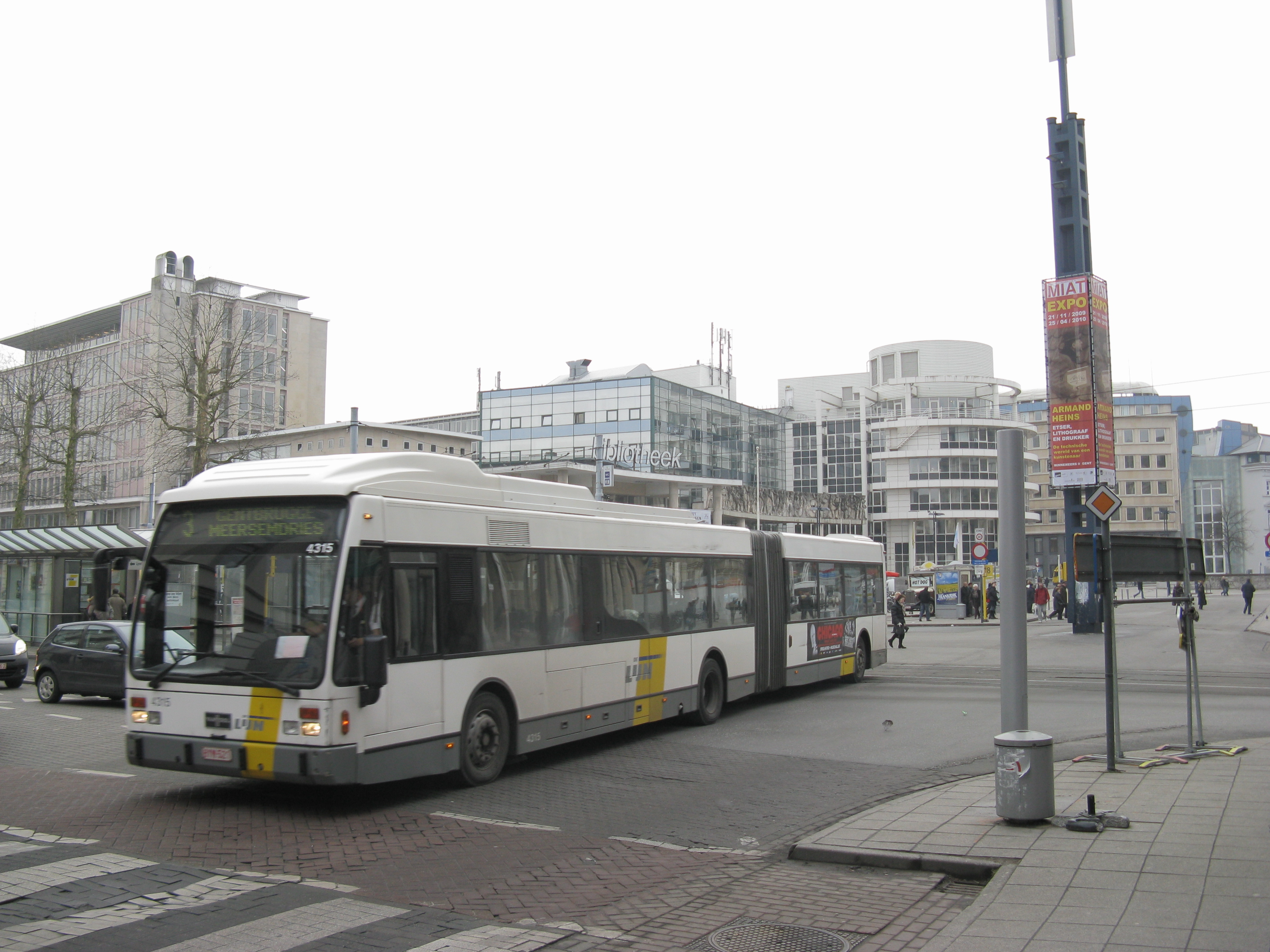
Bus van lijn 3 aan het Zuid

Buslijn 3 was een buslijn in de Belgische stad Gent. De lijn verbond de eindhaltes Mariakerke Post en Gentbrugge Braemkasteel. Dit traject was zo'n 8,5 km lang en vormde een belangrijke verbinding tussen de deelgemeente Mariakerke doorheen de binnenstad tot in het drukbevolkte Gentbrugge. Deze buslijn kwam onder meer voorbij de Rooigemlaan, de Brugse Poort, de Korenmarkt, ging door de deelgemeente Sint-Amandsberg en eindigde aan de halte Braemkasteel in Gentbrugge. Van 25 maart 1989 tot 14 juli 2009 reed op dit traject een trolleybus. Deze was erna volledig vervangen door reguliere bussen. Sinds 2024 bestaat deze buslijn niet meer. De opvolger van deze lijn is tramlijn T3 die een ander traject volgt dan de oorspronkelijke bus -en tramlijn 3. De oorspronkelijke route wordt nu deels door lijnen 10 (tussen Mariakerke en Dampoort) en lijnen 11 (tussen Dampoort en Gentbrugge) gereden.

## Geschiedenis en toekomst
Voor de geschiedenis en de toekomst van deze lijn te bekijken, zie Tramlijn 3.

## Route
Kaart van traject op Openstreetmap

## Kleur
De kenkleur van deze lijn was lichtgroen met witte letters.

## Externe verwijzingen
- Pegasusplan Oost-Vlaanderen
- Netplan Gent stad
- Website De Lijn